# Gara Buzău Sud
Buzău Sud este o gară de călători și de mărfuri aflată la sud-est de municipiul Buzău, pe calea ferată Buzău–Făurei, în apropiere de intrarea în oraș pe DN2B dinspre Brăila. Ea este folosită în principal pentru traficul de mărfuri, dar și ca punct de oprire pentru trenurile personale care circulă pe această rută.